# Botanická zahrada Madeira

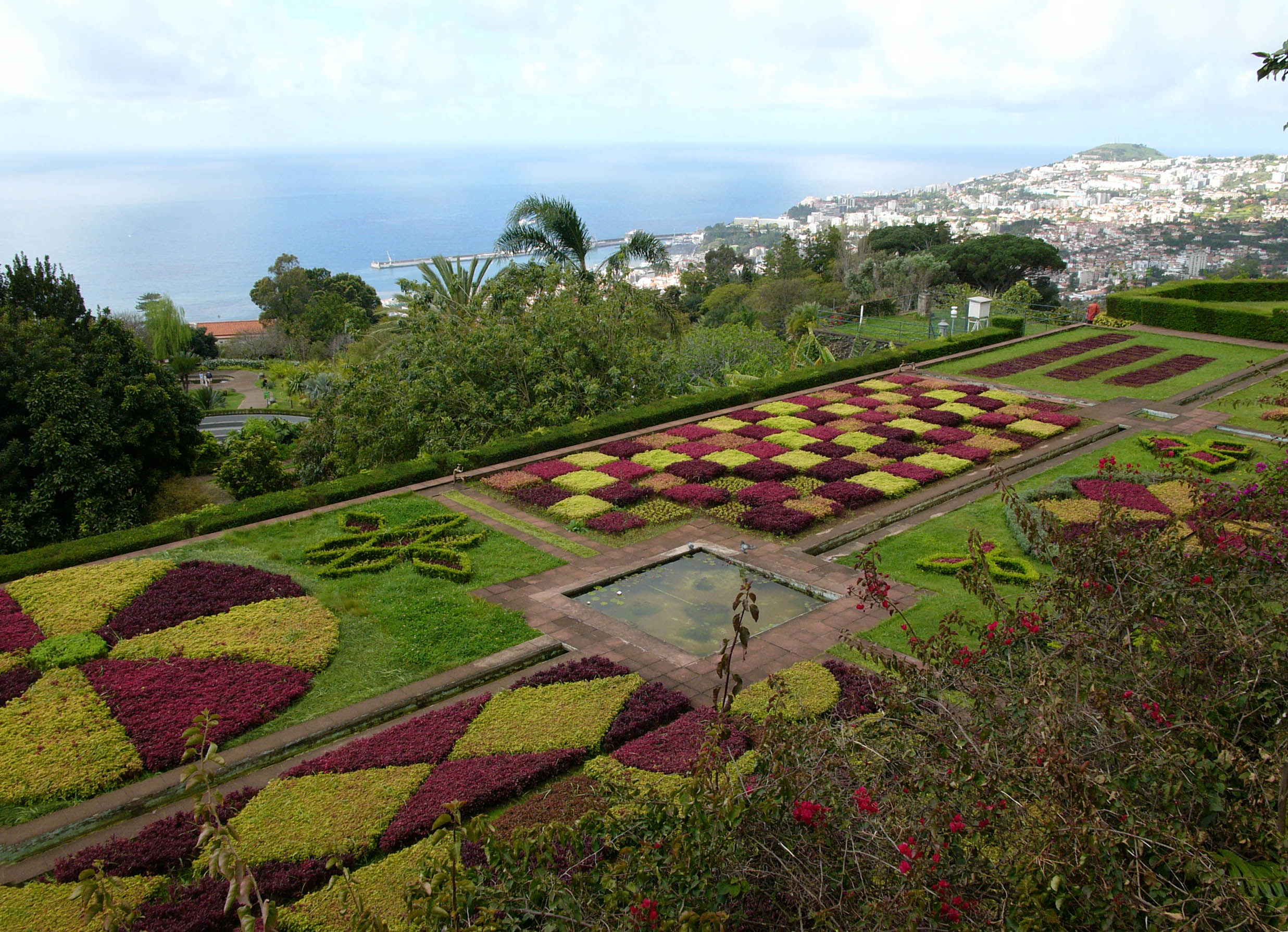
Botanická zahrada ve Funchalu, Madeira

Botanická zahrada na Madeiře (Jardim botânico da Madeira) je městská botanická zahrada o rozloze 80 000 m2, nachází se v hlavním městě ostrova Funchalu. Udržuje kolekci více než 2 500  druhů rostlin.

## Historie
Myšlenka založit na Madeiře botanickou zahradu vznikla již v 18. století. V roce 1881 rodina Reidů (majitelé hotelu ve Funchalu) založila Quinta do Bom Sucesso. Na tomto základě byla, po převzetí místní vládou, založena botanická zahrada otevřená pro veřejnost 30. dubna 1960.

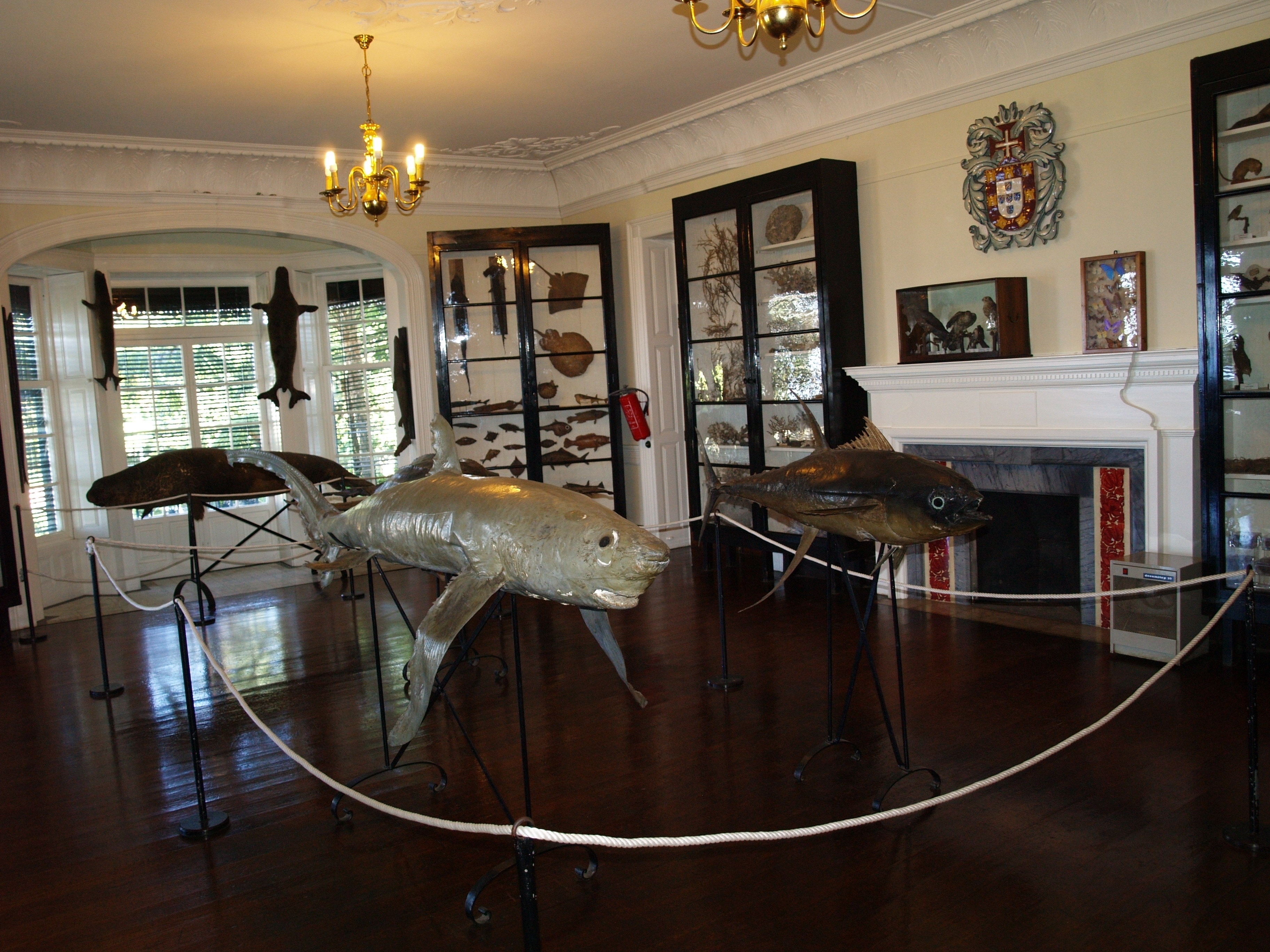
Přírodovědná expozice

## Výzkum a ochrana přírody
Program Semenné banky Makaronésie (The Macaronesia Seed Bank, BASEMAC) – spolu s Azores Botanical Garden of Faial a Viera & Clavijo Botanical Garden of the Canary Islands; zaměřený na ochranu rostlinné diverzity.

## Součásti zahrady
V zahradě se nachází tyto expozice:
- Arboretum – kolekce stromů a keřů z různých částí světa; mj. rody a druhy Dombeya, Cedrus, Araucaria, Eucalyptus, Jacaranda, Dracena draco, Laurus, Ginkgo biloba aj.
- Kolekce místních rostlin Madeirského souostroví – více než 100 druhů; mj. Chamaemeles coriacea, Maytenus umbellata, Juniperus phoenicia, Monizia edulis, Dracena draco aj.
- Kolekce sukulentů – kaktusy, Aloe, Agave, pryšec (Euphorbia), Yucca, Aeonium, tlustice (Crassula) aj.
- kolekce zemědělských, užitkových rostlin a léčivých bylin
- kolekce palem – Chambeyronia, Phoenix, Washingtonia, Howea aj.

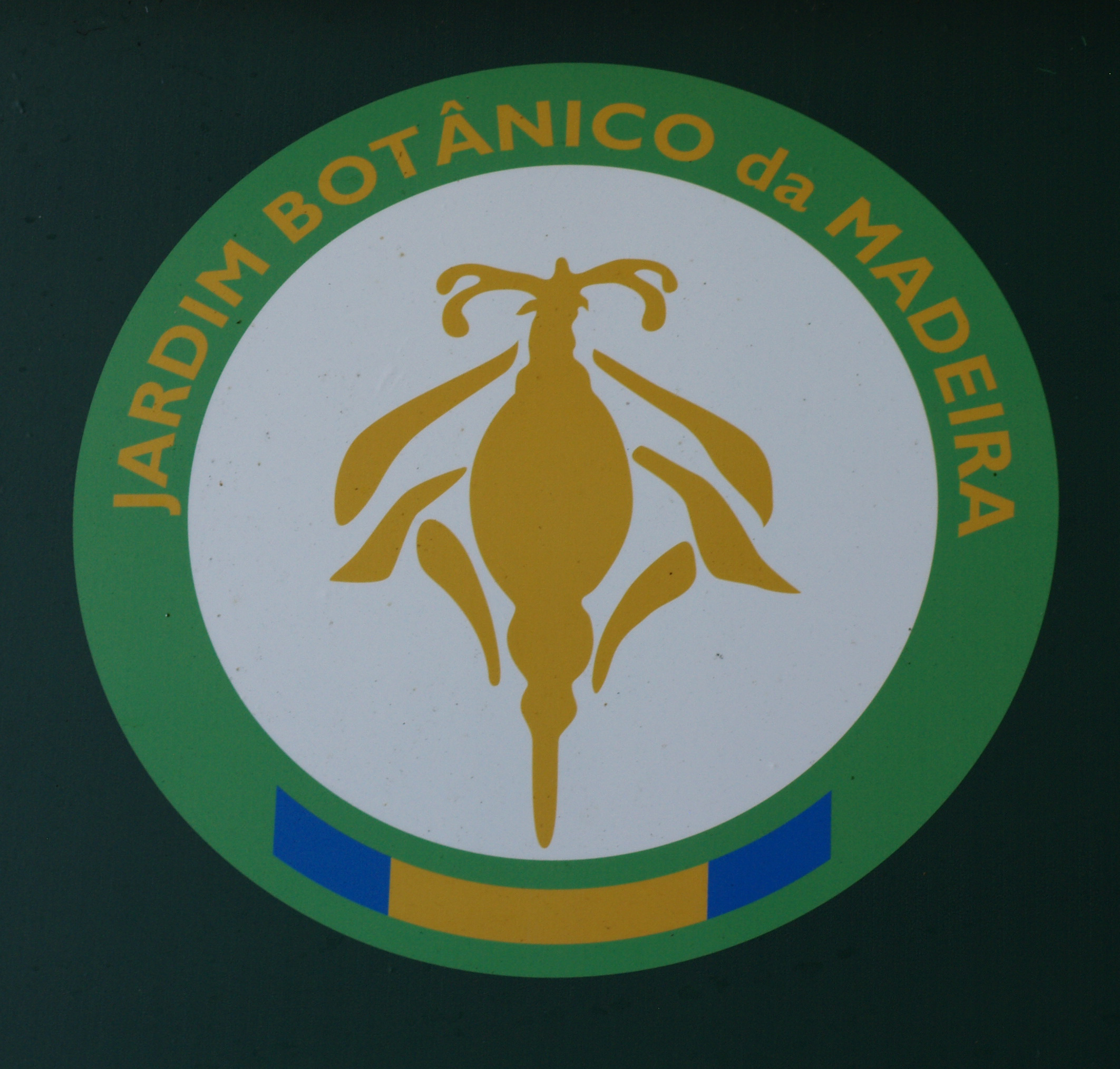
Logo botanické zahrady

- park exotických ptáků
- nevelké přírodovědné muzeum

## Adresa
Caminho do Meio, Bom Sucesso, 9050 Funchal, Madeira